# Босна и Херцеговина на Светском првенству у атлетици у дворани 2008.
Босна и Херцеговина је учествовала на Светском првенству у атлетици у дворани 2008. одржаном у Валенсији од 7. до 9. марта. Репрезентацију Босне и Херцеговине, на њеном петом учешћу на светским првенствима у дворани, представљао је један атлетичар, која се такмичио у бацању кугле.
Представник Босне и Херцеговине није освојио ниједну медаљу нити је оборен неки рекорд.
Пласман Хамзе Алића на 8 место, је најбољи пласан представника Босне и Херцеговине на светским првенствима у дворани.

## Учесници
Мушкарци:
- Хамза Алић — Бацање кугле, члан АК Зеница из Зенице

## Резултати

### Мушкарци
| Атлетичар  | Дисциплина   | Лични рекорд | Квалификација | Квалификација | Финале               | Финале       | Детаљи |
| Атлетичар  | Дисциплина   | Лични рекорд | Резултат      | Место         | Резултат             | Место        | Детаљи |
| ---------- | ------------ | ------------ | ------------- | ------------- | -------------------- | ------------ | ------ |
| Хамза Алић | Бацање кугле | 20,23        | 20,00         | 9             | Није се квалификовао | 8* / 20 (21) |        |

*Напомена: На СП 2008. Хамза Алић је завршио као 9. а 2013. се померио за једно место јер је тада откривено да је Андреј Михњевич (4. место) био позитиван на забрањене супстанце на СП 2005. Пошто је то био његов други прекршај, добио је доживотну забрану учествовања на такмичењима, сви његови резултати постигнути од августа 2005. године су поништени.